# Sanogasta paucilineata
Sanogasta paucilineata là một loài nhện trong họ Anyphaenidae.
Loài này thuộc chi Sanogasta. Sanogasta paucilineata được Cândido Firmino de Mello-Leitão miêu tả năm 1945.